# Přemysl Obdržálek
Přemysl Obdržálek (wym. [ˈpr̝̊ɛmɪsl ˈobdr̩ʒaːlɛk]; ur. 12 marca 1977 w Gottwaldovie) – czeski siatkarz, grający na pozycji libero. Wielokrotny reprezentant swojego kraju.

## Kariera sportowa
W latach 1997–2005 reprezentował barwy klubów z Czech. W 2003 został wybrany najlepszym libero czeskiej ekstraligi. W sezonie 2005/2006 grał w austriackim HotVolleys Wiedeń, a następnie do 2008 roku był zawodnikiem Jadaru Sport Radom, uczestniczącego w Polskiej Lidze Siatkówki (2007 – 7. miejsce; 2008 – 9.).
Przez kilka lat był podstawowym zawodnikiem reprezentacji swojego kraju. W 2006 roku uczestniczył w Mistrzostwach Świata, które ze swoim zespołem zakończył na 2. fazie. Po meczach grupowych tego turnieju prowadził w rankingu najlepszych libero.

## Osiągnięcia
- 2000 - mistrzostwo Czech
- 2003 - mistrzostwo Czech
- 2003 - najlepszy libero czeskiej ekstraligi
- 2006 - uczestnik mistrzostw świata w Japonii